# Шюман, Йохен
Йохен Шюман (нем. Jochen Schümann; род. 8 июня 1954, Берлин) — восточно-германский яхтсмен, чемпион и призёр чемпионатов мира, чемпион и призёр летних Олимпийских игр, участник шести Олимпиад.

## Биография
В 1974 и 1975 годах Шюман становился чемпионом Европы среди юношей. В 1987—1990 годах он четыре раза подряд стал чемпионом ГДР. В 1986, 1988, 1993 и 1994 годах экипаж в составке Шюмана, Томаса Флаха и Бернда Якеля побеждал на чемпионатах Европы, в 1985, 1987 и 1990 годах завоевал серебряные медали европейского чемпионата, в 1989 и 1991 годах становился бронзовым призёром. На чемпионатах мира этот экипаж был чемпионом в 1992 году, в 1991 году — серебряным медалистом, в 1986 и 1996 годах — бронзовым.
В 1983 году Шюман окончил Немецкий университет физической культуры, после окончания которого работал в Федерации парусного спорта ГДР до воссоединения Германии. В 1993—1996 годах Шюман работал спортивным директором «Daimler-Benz», а затем был консультантом Немецкой федерации парусного спорта.
Он был спортивным директором швейцарской команды «Alinghi» и в 2003 и 2007 годах с этой командой выиграл Кубок Америки.

## Награды
В 1996 году Шюман стал первым немецким яхтсменом, признанным лучшим яхтсменом мира. Был награждён высшей спортивной наградой Германии — «Серебряный лист залива». В 2003 году ему была вручена Баварская спортивная премия. В 2014 году его наградили Золотой спортивной пирамидой. В том же году он был избран в Зал славы немецкого спорта.